# World Pyro Olympics
 (août 2025).
Si vous disposez d'ouvrages ou d'articles de référence ou si vous connaissez des sites web de qualité traitant du thème abordé ici, merci de compléter l'article en donnant les références utiles à sa vérifiabilité et en les liant à la section « Notes et références ».

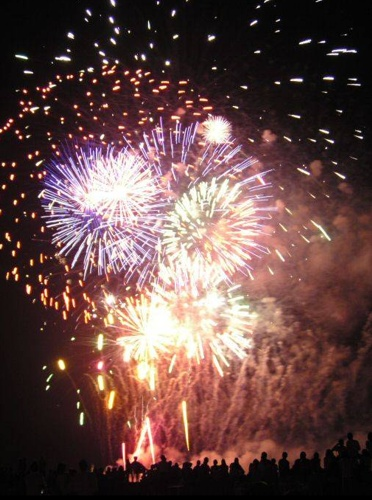
Image prise lors de la compétition de 2005.

Les World Pyro Olympics que l'on peut traduire librement par Jeux Olympiques pyrotechniques sont une compétition de feux d'artifice annuelle opposant les meilleurs artificiers au monde. L'événement est l'un des plus importants au monde.
Le World Pyro Olympics se déroule sur cinq jours consécutifs permettant aux curieux de bénéficier du plus grand spectacle pyrotechnique au monde. Deux pays s'opposent chaque jour. À l'origine le pays accueillant la compétition ne participait pas au concours mais tirait le feu d'artifice du dernier soir. Depuis 2010 cette compétition s'appelle le Festival pyromusical des Philippines.

## Historique des manifestations

### 1erWorld Pyro Olympics
Du 26 décembre au 30 décembre 2005 dans le Grand Manille (Metro Manila), aux Philippines. Pays participants (par ordre de tir) : République populaire de Chine, Australie, Allemagne, Corée du Sud, Russie, Royaume-Uni, États-Unis, Afrique du Sud, Émirats arabes unis, Philippines.
Concours remporté par l'Australie.

### 2eWorld Pyro Olympics
Du 5 janvier au 12 janvier 2007 dans le Grand Manille (Metro Manila), aux Philippines. Pays participants (par ordre de tir) : Australie, Pologne, États-Unis, Espagne, Allemagne, Royaume-Uni, Danemark, Canada, Chine, Philippines.
Concours remporté par le Royaume-Uni; prix de la précision technique pour la Chine.

### 3eWorld Pyro Olympics
Du 5 avril au 3 mai 2008 dans le Grand Manille (Metro Manila), aux Philippines. Pays participants (par ordre de tir) : Chine, Allemagne, Japon, Canada, Italie, Venezuela, France, Corée du Sud, Australie, Philippines.
C'est l'Italie qui a reporté le concours.

### 4eWorld Pyro Olympics devient le 1erfestival pyromusical des Philippines
Du 14 février au 14 mars 2010, cette compétition a lieu pour la première fois aux Philippines, au Mall SM d'Asie. Elle remplace les jeux olympiques pyrotechniques car le pays organisateur ne change pas, ne permettant pas à la compétition de garder son appellation "Jeux Olympiques". Les pays participants sont: Australie, Royaume-Uni, Chine, France, Japon, Singapour, Malaisie, États-Unis, Philippines.

### 2efestival pyromusical des Philippines
Du 12 février au 12 mars 2011, cette édition a regroupé 10 équipes du monde au Mall SM d'Asie dont la Philippines. Les pays participants sont: Portugal, Corée du Sud, Espagne, Australie, Royaume-Uni, Chine, France, Japon, Canada, Philippines.

### 3efestival pyromusical des Philippines
Du 11 février au 17 mars 2012, cette édition a regroupé 12 équipes du monde au Mall SM d'Asie dont la Philippines. Les pays participants sont: Portugal, Corée du Sud, Espagne, Australie, Royaume-Uni, Chine, Canada, Finlande, Pays-Bas, Italie, Malte, Philippines.

### 4efestival pyromusical des Philippines
Du 16 février au 23 mars 2013, cette édition a regroupé 12 équipes du monde au Mall SM d'Asie dont la Philippines. Les pays participants sont: Corée du Sud, Espagne, Australie, Royaume-Uni, Chine, Canada, Finlande, Pays-Bas, Italie, Taiwan, Malte, Philippines.

### 5efestival pyromusical des Philippines
Du 15 février au 22 mars 2014, cette édition a regroupé 12 équipes du monde au Mall SM d'Asie dont la Philippines. Les pays participants sont: Espagne, Australie, Royaume-Uni, Chine, Canada, Finlande, Allemagne, Japon, France, États-Unis, Philippines.